# Universidad de Kelaniya

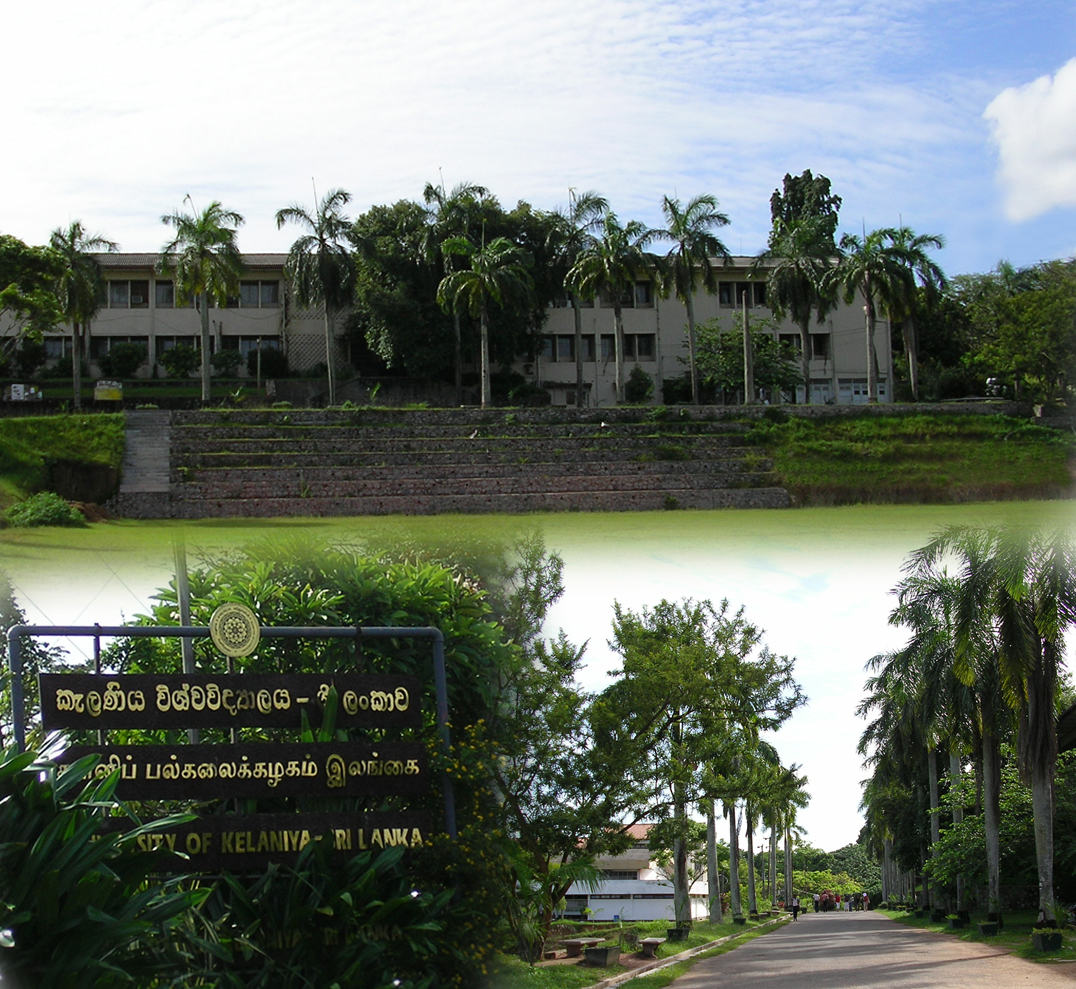
Universidad de Kelaniya, Sri Lanka

La Universidad de Kelaniya  (en cingalés: කැළණිය විශ්වවිද්යා[ලය, en tamil: களனி பல்கலைக்கழகம்) es una universidad pública de Sri Lanka en los límites de Colombo. Tiene dos campus mayores.

## Alumnos ilustres
- Jagdish Kashyap
- Jayalal Rohana
- Witiyala Seewalie Thera
- Harischandra Wijayatunga
- Polwatte Buddhadatta Mahanayake Thera
- Janaka de Silva
- Saman Gunatilake
- Karunasena Kodituwakku
- Kollupitiye Mahinda Sangharakkhitha Thera
- Sunanda Mahendra
- Nalin de Silva
- Jagath Weerasinghe
- Maitree Wickramasinghe

- Datos: Q3534731
- Multimedia: University of Kelaniya / Q3534731